# بيتر كريستيانسن (لاعب كرة قدم)
بيتر كريستيانسن (بالدنماركية: Peter Buch Christiansen) هو لاعب كرة قدم دنماركي في مركز الهجوم، ولد في 2 ديسمبر 1999. لعب مع نادي سوندرييسكه.

## وصلات خارجية
- بيتر كريستيانسن (لاعب كرة قدم) على موقع اتحاد النرويج (النرويجية)
- بيتر كريستيانسن (لاعب كرة قدم) على موقع قاعدة بيانات كرة القدم.إي يو (الإنجليزية)
- بيتر كريستيانسن (لاعب كرة قدم) على موقع Soccerway.com (الإنجليزية)